# Jucuruçu
Jucuruçu là một đô thị thuộc bang Bahia, Brasil. Đô thị này có diện tích 1438,463 km², dân số năm 2007 là 8735 người, mật độ 6,07 người/km².